# Atletismo nos Jogos Olímpicos de Verão da Juventude de 2010 - Salto com vara feminino
As provas do salto com vara feminino do atletismo nos Jogos Olímpicos de Verão da Juventude de 2010 foram realizadas nos dias 17 (qualificatória) e 21 de agosto (finais), no Estádio Bishan, em Cingapura. 15 atletas estavam inscritas neste evento.

## Medalhistas
| Ouro   | SWE Angelica Bengtsson |
| Prata  | AUS Elizabeth Parnov   |
| Bronze | UKR Ganna Shelekh      |

## Qualificatória
| Pos. | Nome               | País               | 3.35 | 3.50 | 3.60 | 3.70 | 3.80 | 3.90 | Resultado | Notas     | Final |
| ---- | ------------------ | ------------------ | ---- | ---- | ---- | ---- | ---- | ---- | --------- | --------- | ----- |
| 1    | Ganna Shelekh      | UKR Ucrânia        | -    | -    | -    | o    | o    | o    | 3.90      |           | A     |
| 2    | Angelica Bengtsson | SWE Suécia         | -    | -    | -    | -    | xo   | o    | 3.90      |           | A     |
| 2    | Xu Huiqin          | CHN China          | -    | -    | -    | xo   | -    | o    | 3.90      |           | A     |
| 4    | Natalia Demidenko  | RUS Rússia         | -    | -    | -    | xxo  | o    | o    | 3.90      |           | A     |
| 5    | Elizabeth Parnov   | AUS Austrália      | -    | -    | -    | -    | -    | xxo  | 3.90      |           | A     |
| 6    | Kira Grünberg      | AUT Áustria        | -    | -    | -    | o    | xo   | -    | 3.80      |           | A     |
| 7    | Michaela Donie     | GER Alemanha       | -    | -    | xo   | xo   | xo   | xxx  | 3.80      |           | A     |
| 8    | Remi Odajima       | JPN Japão          | -    | o    | xo   | o    | xxo  | xxx  | 3.80      |           | A     |
| 9    | Katie Byres        | GBR Grã-Bretanha   | -    | -    | xo   | xxo  | xxx  |      | 3.70      |           | B     |
| 10   | Dora Mahfoudhi     | TUN Tunísia        | xo   | o    | xo   | xxx  |      |      | 3.60      |           | B     |
| 11   | Laura Izquierdo    | ESP Espanha        | o    | o    | xxx  |      |      |      | 3.50      |           | B     |
| 12   | Iryna Yakaltsevich | BLR Bielorrússia   | o    | xo   | xxx  |      |      |      | 3.50      |           | B     |
| 13   | Tiziana Ruiz       | MEX México         | xo   | xo   | xxx  |      |      |      | 3.50      |           | B     |
| 14   | Diana Szabó        | HUN Hungria        | xo   | xxx  |      |      |      |      | 3.35      |           | B     |
|      | Reed Hancock       | USA Estados Unidos | xxx  |      |      |      |      |      |           | Sem marca | B     |

## Finais

### Final B
| Pos. | Nome               | País               | 3.30 | 3.45 | 3.60 | 3.70 | 3.80 | 3.90 | 4.00 | 4.10 | Resultado | Notas |
| ---- | ------------------ | ------------------ | ---- | ---- | ---- | ---- | ---- | ---- | ---- | ---- | --------- | ----- |
| 1    | Katie Byres        | GBR Grã-Bretanha   | -    | -    | o    | -    | o    | -    | xxo  | xxx  | 4.00      |       |
| 2    | Iryna Yakaltsevich | BLR Bielorrússia   | o    | o    | o    | xo   | o    | o    | xxx  |      | 3.90      |       |
| 3    | Laura Izquierdo    | ESP Espanha        | o    | o    | xxx  |      |      |      |      |      | 3.45      |       |
| 3    | Tiziana Ruiz       | MEX México         | o    | o    | xxx  |      |      |      |      |      | 3.45      |       |
| 5    | Dora Mahfoudhi     | TUN Tunísia        | xxo  | o    | xxx  |      |      |      |      |      | 3.45      |       |
| 6    | Diana Szabó        | HUN Hungria        | o    | xo   | xx   |      |      |      |      |      | 3.45      |       |
| 7    | Reed Hancock       | USA Estados Unidos | xxo  | xxx  |      |      |      |      |      |      | 3.30      |       |

### Final A
| Pos.              | Nome               | País          | 3.50 | 3.65 | 3.80 | 3.90 | 4.00 | 4.10 | 4.20 | 4.25 | 4.30 | 4.35 | 4.52 | Resultado | Notas     |
| ----------------- | ------------------ | ------------- | ---- | ---- | ---- | ---- | ---- | ---- | ---- | ---- | ---- | ---- | ---- | --------- | --------- |
| Medalha de ouro   | Angelica Bengtsson | SWE Suécia    | -    | -    | -    | -    | o    | o    | o    | -    | o    | -    | xxx  | 4.30      |           |
| Medalha de prata  | Elizabeth Parnov   | AUS Austrália | -    | -    | -    | -    | xo   | o    | o    | o    | -    | xxx  |      | 4.25      |           |
| Medalha de bronze | Ganna Shelekh      | UKR Ucrânia   | -    | -    | o    | o    | xo   | o    | xxo  | xxx  |      |      |      | 4.20      |           |
| 4                 | Xu Huiqin          | CHN China     | -    | -    | o    | -    | xo   | o    | xxx  |      |      |      |      | 4.10      |           |
| 5                 | Kira Grünberg      | AUT Áustria   | -    | -    | o    | o    | xxx  |      |      |      |      |      |      | 3.90      |           |
| 6                 | Natalia Demidenko  | RUS Rússia    | -    | o    | xxx  |      |      |      |      |      |      |      |      | 3.65      |           |
| 6                 | Remi Odajima       | JPN Japão     | o    | o    | xxx  |      |      |      |      |      |      |      |      | 3.65      |           |
|                   | Michaela Donie     | GER Alemanha  | -    | xxx  |      |      |      |      |      |      |      |      |      |           | Sem marca |